# هسپریا ۶۹
سیارک ۶۹ (به انگلیسی: 69 Hesperia) شصت و نهمین سیارک کشف شده‌است که در ۲۶ آوریل ۱۸۶۱ کشف شد.
قدر مطلق سیارک برابر ۷٫۰۵ است.